# Альбре (сеньория)

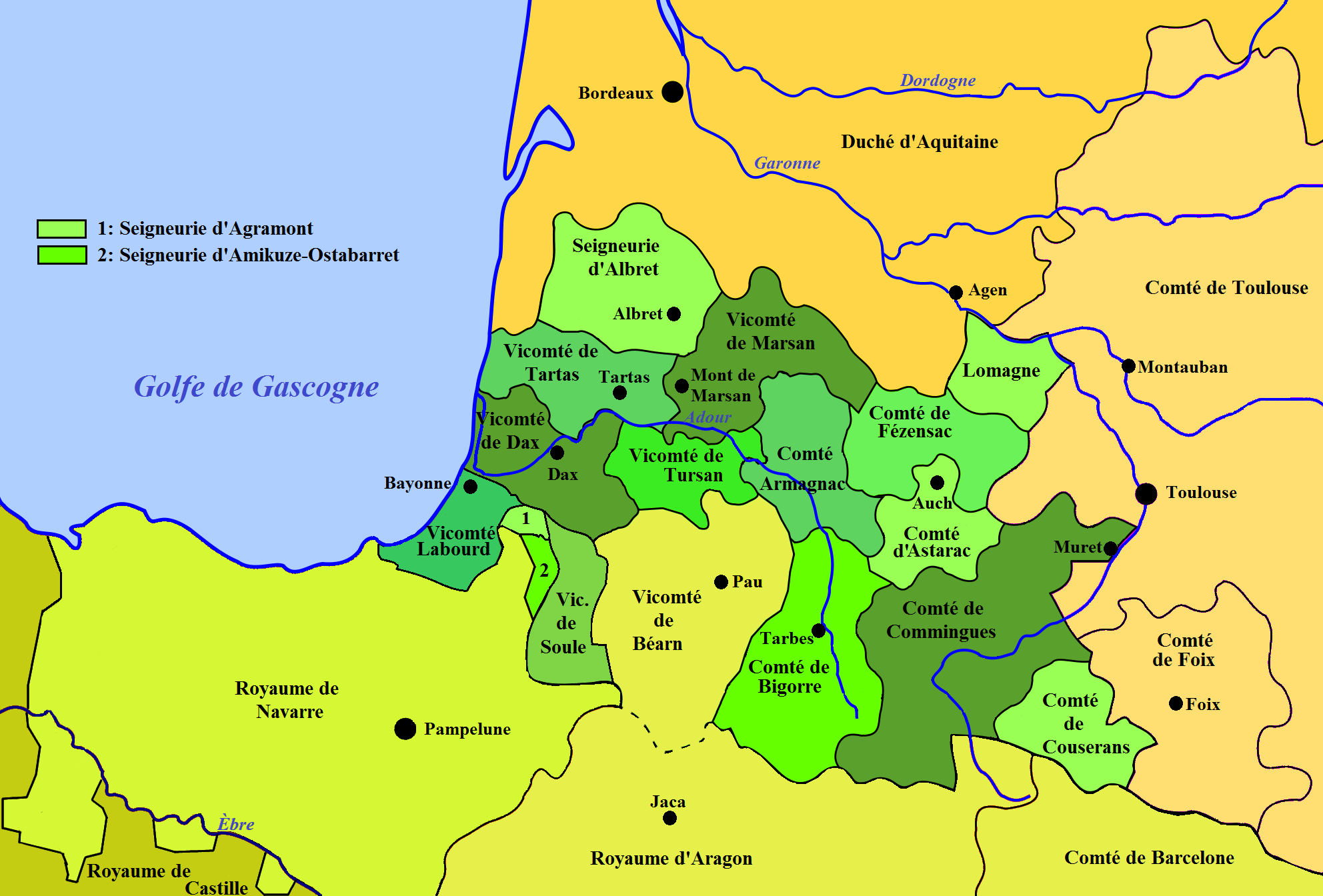
Сеньория Альбре на карте Гаскони (1150)

Сеньория Альбре, с 1550 года герцогство Альбре (фр. Albret) — средневековая феодальная сеньория в северной Гаскони на юге современной Франции, известная с начала XI века. Резиденция правителя первоначально находилась в замке Лабри (фр. château de Labrit), построенном в 1225—1230 годах, в Ландах к югу от Бордо. Позже она была перенесена в Нерак. В 1550 году Альбре возведена в статус герцогства, с 1556 года — герцогство-пэрство.

## История

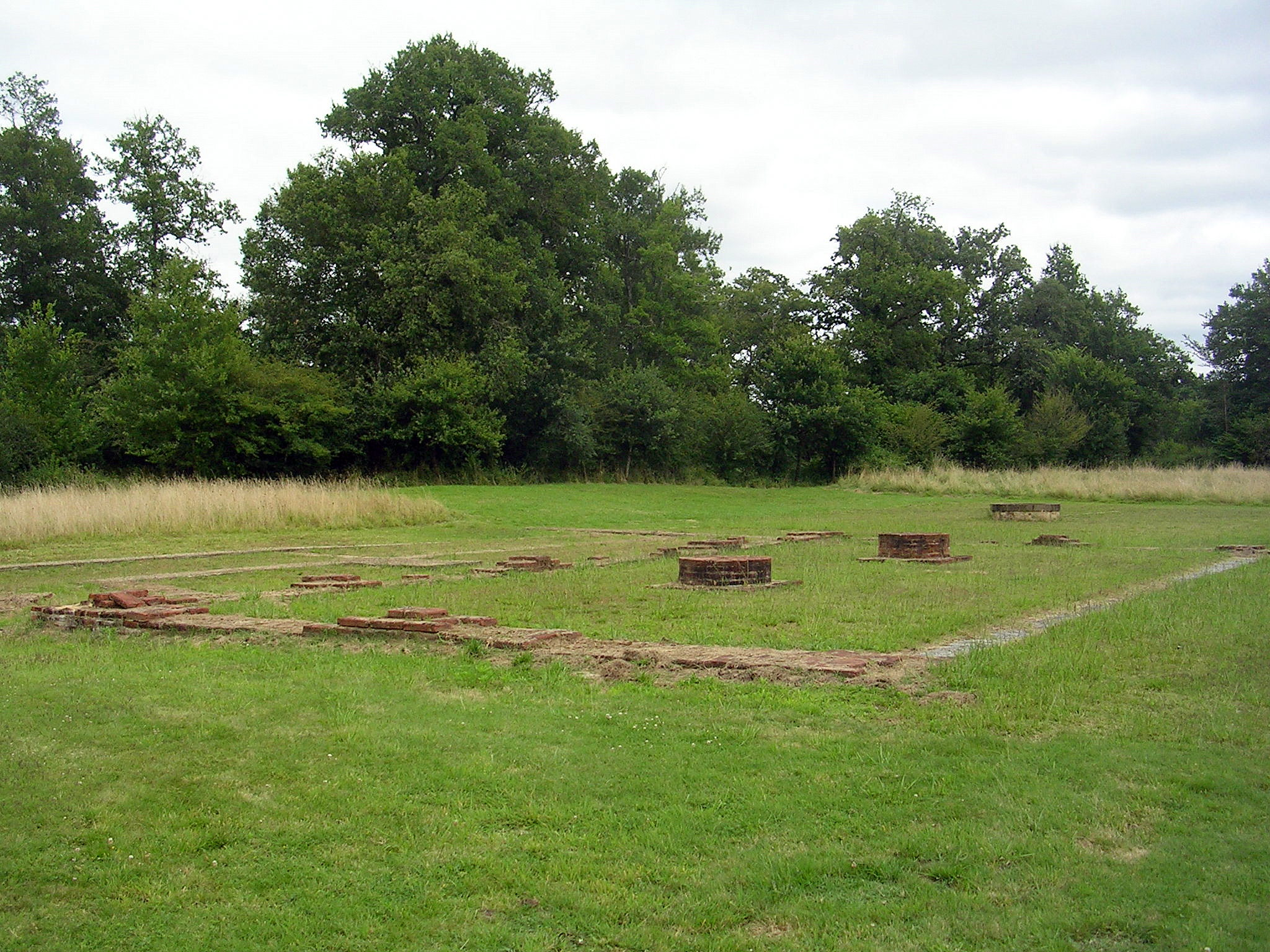
Остатки замка Лабри, колыбели дома Альбре

Первые сеньоры Альбре были вассалами герцогов Гаскони, позже герцогов Аквитании и королей Англии. В XIII — XIV веках Альбре существенно расширили свои владения, а также породнились со многими гасконскими и аквитанскими знатными родами, включая графов Арманьяка, Ангулема, Марша, а позже и с Бурбонами. Уже к середине XIII века Альбре распространили свои владения до Атлантического океана и Гаронны. В состав сеньории кроме Нерака также входили города Кастельжалу, Сен-Базейль, Кастет-Айа, Мило, Пюинорман, Кастель-Морон, а также ещё несколько небольших городков. 
Во время Столетней войны Альбре сначала были сторонниками королей Англии, но Арно Аманье IX (ум.1401) сблизился с королём Франции Карлом V и женился на его родственнице, дочери герцога Пьера I де Бурбона, Маргарите, благодаря чему в 1382 году получил графство Дрё. Сын Арно Аманье VIII, Карл I д’Альбре (ум.1415), в 1402 году был назначен коннетаблем Франции. Кроме того, королевским ордонансом 1375 года он был объявлен племянником короля Карла V с правом ношения королевских лилий на гербе. Он погиб в битве при Азенкуре в 1415 году. Его сын, Карл II д’Альбре (ум.1471) был членом королевского совета и одним из полководцев, отличившихся в Столетней войне. 
В 1484 году Жан (Иоанн) д’Альбре, женился на наследнице Франциска Феба короля Наваррского, Екатерине де Фуа (она была его сестрой). Посредством этого брака Жан унаследовал королевство Наварра (под именем Хуан III). Но король Арагона Фердинанд II Католик отнял у Жана в 1512 году всю Верхнюю Наварру, которая была присоединена к Испании. Все попытки Генриха II д’Альбре, сына Жана, возвратить утраченное были безуспешны. После сражения под Павией Генрих был взят в плен вместе с французским королём Франциском I. В 1527 году Генрих женился на сестре Франциска I, Маргарите, принёсшая ему в качестве приданого графство Арманьяк. В 1550 году Генрих получил титул герцога Альбре. В состав герцогства вошли сеньории Альбре и Нерак, виконтства Кастельморон-д'Альбре, Тарта, Марсан и ряд других владений. Столицей герцогства стал Нерак.
В 1548 году Генрих выдал свою единственную дочь и наследницу, Жанну, замуж за герцога Антуана де Бурбона, который, подчиняясь её влиянию, относился одно время сочувственно к Реформации и сражался за гугенотов, но впоследствии открыто перешёл на сторону католичества и примкнул к партии Гиза. Жанна, напротив, была, душой Реформации и по смерти своего зятя, Людовика I Конде, поставила во главе гугенотов своего сына Генриха III, ставшего впоследствии королём Франции, под именем Генриха IV. Приехав в Париж, чтобы присутствовать при бракосочетании своего сына с Маргаритой де Валуа, она умерла 4 июня 1572 года, за несколько дней до Варфоломеевской ночи.
После смерти Жанны Альбре унаследовал её сын, Генрих Наваррский. Став королём Франции, он в 1607 году присоединил герцогство к королевскому домену.

## Сеньоры д'Альбре

Герб первых сеньоров д’Альбре

Герб дома Альбре с 1375 года

- Аманье I д’Альбре (ум. после 1030)
- Аманье II д’Альбре (ум. после 1050)
- Бернар Эзи I д’Альбре (ум. после 1097)
- Аманье III д’Альбре (ум. после 1140)
- Бернар Эзи II д’Альбре (ум. до 1155)
- 11?? — 1187/1191: Аманье IV д’Альбре (1110/1140 — 1187/1191)
- 1187/1191 — 1209: Аманье V д’Альбре (1165/1170 — 1209)
- 1209 — 1240: Аманье VI д’Альбре (1190/1195 — 1240)
- 1240 — 1270: Аманье VII д’Альбре (ум. 1270)
- 1270 — 1280: Бернар Эзи IV д’Альбре (ум. 1280)
- 1280 — до 1283: Мате д’Альбре (ум. до 1283)
- до 1283—1294: Изабелла д’Альбре (ум. 1294)
- 1294 — 1326: Аманье VIII д’Альбре (ум. 1326)
- 1326 — 1358: Бернар Эзи V д’Альбре (ум. 1358)
- 1358—1401: Арно Аманье IX д’Альбре (1338—1401), сеньор д’Альбре и де Нерак, виконт де Тарта, де Маран и де Дакс, Великий камергер Франции, граф де Дрё
- 1401—1415: Карл I д’Альбре (ум.1415), сеньор д’Альбре и де Нерак, виконт де Тарта, де Маран и де Дакс, коннетабль Франции 1402—1411, 1413—1415, граф де Дрё
- 1415—1430: Карл II д’Альбре (1401/1407 — 1471), сеньор д’Альбре, де Нерак, д’Орваль, де Монрон, де Буа-Бель, де ла Шапель д’Ангийон и де Сюлли, член королевского совета (1425), лейтенант-генерал короля в Берри (1430), виконт де Тарта, де Маран и де Дакс
- 1430—1468: Жан I д’Альбре (ум.1368), сеньор д’Альбре, виконт де Тарта
- 1468—1522: Ален Великий (ум.1522), сеньор д’Альбре, виконт де Тарта, граф де Гор, де Перигор и де Кастр
- 1522—1555: Генрих I (1503—1555), король Наварры с 1517, граф Перигора и виконт Лиможа с 1516, граф де Фуа и де Бигорр, виконт де Беарн и де Марсан с 1517, сеньор д’Альбре с 1522 (с 1550 — герцог д’Альбре), граф д’Арманьяк с 1527

## Герцоги Альбре
- 1522—1555: Генрих I (1503—1555), король Наварры с 1517, граф Перигора и виконт Лиможа с 1516, граф де Фуа и де Бигорр, виконт де Беарн и де Марсан с 1517, сеньор д’Альбре с 1522 (с 1550 — герцог д’Альбре), граф д’Арманьяк с 1527
- 1555—1572: Жанна III (1528—1572), королева Наварры
- 1572—1607: Генрих II де Бурбон (1553—1610), король Наварры, король Франции